# 里奥卢纳托
里奥卢纳托，是意大利摩德纳省的一个市镇。总面积45平方公里，人口760人，人口密度16.9人/平方公里（2009年）。ISTAT代码为036035。